# Gaeli
I Gaeli o Goideli (irlandese Na Gaeil; gaelico scozzese Na Gàidheil; mannese: Ny Gaeil) sono, nell'accezione storica, un gruppo etnolinguistico celtico sbarcato in Irlanda in epoca incerta e diffusosi in Scozia nel V secolo d.C..
Valorosi navigatori e conquistatori, amanti della caccia, erano organizzati in tribù con re locali e prestavano omaggio al re supremo ("Ard Righ").
I Gaeli hanno cantato in più cicli epici la storia della colonizzazione dell'Irlanda nella loro mitologia, come il ciclo dell'Ulster ed il ciclo feniano tra il I ed il III secolo d.C..
In senso stretto, con tale termine si indica il popolo storico degli Scoti o gli abitanti della Scozia ("Highlanders") di lingua gaelica.
In senso linguistico, si indicano popolazioni tra cui è diffusa una delle lingue goideliche, vale a dire irlandesi, scozzesi e mannesi.